# City Bowl League 2016
La City Bowl League 2016 è stata la 2ª edizione dell'omonimo torneo di football americano.

## Squadre partecipanti
| Club                     | Città        | Stadio | Sponsor ufficiale | Risultato nella stagione 2015 |
| ------------------------ | ------------ | ------ | ----------------- | ----------------------------- |
| Beijing Cyclones         | Pechino      |        |                   |                               |
| Changsha Revolutionaries | Changsha     |        |                   |                               |
| Chengdu Mustangs         | Chengdu      |        |                   |                               |
| Dalian Poseidon          | Dalian       |        |                   |                               |
| Guangzhou Goats          | Canton       |        |                   |                               |
| Hangzhou Ospreys         | Hangzhou     |        |                   |                               |
| Hefei Crocodiles         | Hefei        |        |                   |                               |
| Jiaxing Hornets          | Jiaxing      |        |                   |                               |
| Jinan Mammoths           | Jinan        |        |                   |                               |
| Nanchang Gun Cavalry     | Nanchang     |        |                   |                               |
| Nanjing Emperor Kings    | Nanchino     |        |                   |                               |
| Shanghai Street Cats     | Shanghai     |        |                   |                               |
| Shenyang Hunters         | Shenyang     |        |                   |                               |
| Shenzhen Buffaloes       | Shenzhen     |        |                   |                               |
| Shihezi Pioneers         | Shihezi      |        |                   |                               |
| Shijiazhuang Liberators  | Shijiazhuang |        |                   |                               |
| Suzhou Blue Knights      | Suzhou       |        |                   |                               |
| Tianjin Black Sails      | Tientsin     |        |                   |                               |
| Tianjin Pirates          | Tientsin     |        |                   |                               |
| Urumqi Wranglers         | Ürümqi       |        |                   |                               |
| Wenzhou Redbucks         | Wenzhou      |        |                   |                               |
| Wuhan Griffins           | Wuhan        |        |                   |                               |

## Stagione regolare

### Calendario

#### 1ª giornata
| 9 aprile 2016 | Shenyang Hunters | 20 – 12 | Dalian Poseidon |  |

#### 2ª giornata
| 17 aprile 2016 | Suzhou Blue Knights | 22 – 12 | Nanjing Emperor Kings |  |

#### 3ª giornata
| 30 aprile 2016 | Urumqi Wranglers | 0 – 38 | Shihezi Pioneers |  |

#### 4ª giornata
| 14 maggio 2016 | Hangzhou Ospreys | 28 – 20 | Suzhou Blue Knights |  |

| 14 maggio 2016 | Wuhan Griffins | 14 – 46 | Chengdu Mustangs |  |

#### 5ª giornata
| 28 maggio 2016 | Wuhan Griffins | 42 – 0 | Changsha Revolutionaries |  |

#### 6ª giornata
| 10 giugno 2016 | Suzhou Blue Knights | 6 – 0 | Shenyang Hunters |  |

#### 7ª giornata
| 18 giugno 2016 | Nanchang Gun Cavalry | 22 – 46 | Hangzhou Ospreys |  |

| 18 giugno 2016 | Shenzhen Buffaloes | 22 – 24 | Guangzhou Goats |  |

| 18 giugno 2016 | Chengdu Mustangs | 22 – 12 | Wuhan Griffins |  |

| 18 giugno 2016 | Tianjin Pirates | 12 – 0 | Shijiazhuang Liberators |  |

#### 8ª giornata
| 25 giugno 2016 | Jiaxing Hornets | 24 – 12 | Wenzhou Redbucks |  |

#### 9ª giornata
| 2 luglio 2016 | Tianjin Black Sails | 12 – 32 | Beijing Cyclones |  |

#### 10ª giornata
| 9 luglio 2016 | Wuhan Griffins | 8 – 22 | Nanchang Gun Cavalry |  |

#### 11ª giornata
| 23 luglio 2016 | Shenyang Hunters | 2 – 28 | Beijing Cyclones |  |

#### 12ª giornata
| 13 agosto 2016 | Hangzhou Ospreys | 54 – 26 | Guangzhou Goats |  |

#### 13ª giornata
| 15 settembre 2016 | Chengdu Mustangs | 16 – 6 | Suzhou Blue Knights |  |

| 17 settembre 2016 | Dalian Poseidon | 6 – 32 | Hangzhou Ospreys |  |

#### 14ª giornata
| 24 settembre 2016 | Nanjing Emperor Kings | 6 – 24 | Shanghai Street Cats |  |

| 24 settembre 2016 | Nanchang Gun Cavalry | 12 – 28 | Beijing Cyclones |  |

| 24 settembre 2016 | Tianjin Black Sails | 14 – 12 | Jinan Mammoths |  |

#### 15ª giornata
| 15 ottobre 2016 | Dalian Poseidon | 18 – 8 | Shenyang Hunters |  |

| 15 ottobre 2016 | Tianjin Pirates | 0 – 30 | Tianjin Black Sails |  |

#### 16ª giornata
| 22 ottobre 2016 | Suzhou Blue Knights | 0 – 26 | Beijing Cyclones |  |

| 23 ottobre 2016 | Guangzhou Goats | 20 – 10 | Nanchang Gun Cavalry |  |

#### 17ª giornata
| 29 ottobre 2016 | Hangzhou Ospreys | 20 – 22 | Chengdu Mustangs |  |

| 30 ottobre 2016 | Changsha Revolutionaries | 6 – 56 | Wuhan Griffins |  |

#### 18ª giornata
| 26 novembre 2016 | Nanchang Gun Cavalry | 24 – 26 | Wuhan Griffins |  |

#### 19ª giornata
| 10 dicembre 2016 | Shanghai Street Cats | 32 – 0 | Suzhou Blue Knights |  |

| 10 dicembre 2016 | Wenzhou Redbucks | 28 – 8 | Jiaxing Hornets |  |

### Classifica
La classifica della regular season è la seguente:
- PCT = percentuale di vittorie, G = partite giocate, V = partite vinte,  P = partite perse, PF = punti fatti, PS = punti subiti

| Pos. | Squadra                  | PCT   | Punteggio | G | V | N | P | PF  | PS  |
| ---- | ------------------------ | ----- | --------- | - | - | - | - | --- | --- |
| 1    | Beijing Cyclones         | 1.000 | 0.9452    | 4 | 4 | 0 | 0 | 114 | 26  |
| 2    | Chengdu Mustangs         | 1.000 | 0.8229    | 4 | 4 | 0 | 0 | 106 | 52  |
| 3    | Hangzhou Ospreys         | .800  | 0.7944    | 5 | 4 | 0 | 1 | 180 | 96  |
| 4    | Suzhou Blue Knights      | .400  | 0.5674    | 5 | 2 | 0 | 3 | 54  | 114 |
| -    | Shanghai Street Cats     | 1.000 | -         | 2 | 2 | 0 | 0 | 56  | 6   |
| -    | Shihezi Pioneers         | 1.000 | -         | 1 | 1 | 0 | 0 | 38  | 0   |
| -    | Tianjin Black Sails      | .667  | -         | 3 | 2 | 0 | 1 | 56  | 44  |
| -    | Guangzhou Goats          | .667  | -         | 3 | 2 | 0 | 1 | 70  | 86  |
| -    | Wuhan Griffins           | .500  | -         | 6 | 3 | 0 | 3 | 158 | 120 |
| -    | Wenzhou Redbucks         | .500  | -         | 2 | 1 | 0 | 1 | 40  | 32  |
| -    | Jiaxing Hornets          | .500  | -         | 2 | 1 | 0 | 1 | 32  | 40  |
| -    | Tianjin Pirates          | .500  | -         | 2 | 1 | 0 | 1 | 12  | 30  |
| -    | Dalian Poseidon          | .333  | -         | 3 | 1 | 0 | 2 | 36  | 60  |
| -    | Shenyang Hunters         | .250  | -         | 4 | 1 | 0 | 3 | 30  | 64  |
| -    | Nanchang Gun Cavalry     | .200  | -         | 5 | 1 | 0 | 4 | 90  | 128 |
| -    | Jinan Mammoths           | .000  | -         | 1 | 0 | 0 | 1 | 12  | 14  |
| -    | Shenzhen Buffaloes       | .000  | -         | 1 | 0 | 0 | 1 | 22  | 24  |
| -    | Shijiazhuang Liberators  | .000  | -         | 1 | 0 | 0 | 1 | 0   | 12  |
| -    | Urumqi Wranglers         | .000  | -         | 1 | 0 | 0 | 1 | 0   | 38  |
| -    | Nanjing Emperor Kings    | .000  | -         | 2 | 0 | 0 | 2 | 18  | 46  |
| -    | Changsha Revolutionaries | .000  | -         | 2 | 0 | 0 | 2 | 6   | 98  |
| -    | Hefei Crocodiles         | -     | -         | - | - | - | - | -   | -   |

## II Finale
| 17 dicembre 2016 | Beijing Cyclones | 22 – 6 | Chengdu Mustangs |  |

## Verdetti
- Beijing Cyclones Campioni della CBL 2016